# Joseph Bruce Ismay
Joseph Bruce Ismay (12 de desembre del 1862 - 15 d'octubre del 1937) fou un empresari britànic i President General de la línia de vaixells de vapor White Star Line. Ismay viatjà (i en sobrevisqué) al viatge inaugural d'un dels vaixells més importants de la línia, el RMS Titanic.

## Biografia

### Primers anys
Ismay va néixer a Crosby, Merseyside, Anglaterra. Fill de Thomas Henry Ismay i de Margaret Bruce, filla de Luke Bruce, amo de vaixells. Thomas Ismay era el soci principal a Ismay, Imrie and Company i fundador de la White Star Line. El jove Ismay s'educà a l'Elstree School i a la Harrow per després ser enviat a França per un any. També fou educat a l'oficina del seu pare per quatre anys després del qual realitzà una gira pel món. Després fou a Nova York en representació de la companyia del seu pare, ascendint-hi a delegat.
El 4 de desembre del 1888 Ismay es casà amb Julia Florence Schieffelin, filla de George Richard Schieffelin i de Julia M. Delaplaine de Nova York amb qui va tenir cinc fills. Un d'ells morí en la infància:
- Margaret Bruce Ismay (única filla estatunidenca) (29 de desembre del 1889) qui es casà amb George Ronald Hamilton Cheape.
- Henry Bruce Ismay (abril del 1891 - 1 d'octubre del 1891) morí en la infància.
- Thomas Bruce Ismay (18 de febrer del 1894) qui es casà amb Jane Margaret Seymour.
- Evelyn Constance Ismay (17 de juliol del 1897) qui es casà amb Basil Sanderson.
- George Bruce Ismay (6 de juny del 1902) qui es casà amb Florence Victoria Edrington.

El 1891 Ismay tornà al Regne Unit i es feu soci en la firma del seu pare Ismay, Imrie and Company. El 1899 Thomas Henry Ismay mor i Bruce Ismay es convertí en el líder dels negocis familiars. Ismay tenia bones idees per als negocis, i la White Star Line prosperà notablement sota el seu comandament. A més, el seu cap per als negocis sobre vaixells li serví per servir com a director de moltes altres companyies marítimes. Tanmateix, el 1901 Ismay va tenir una proposta d'un grup d'estatunidencs que volien construir un conglomerat internacional de transport marítim. Finalment, Ismay accedí a fusionar la seva empresa en la Companyia Internacional de la Marina Mercant.

### RMSTitanic

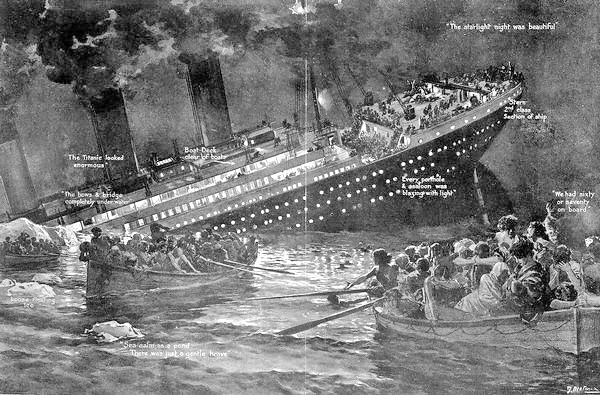
El naufragi del Titanic va convertir-lo molt inpopular als Estats Units

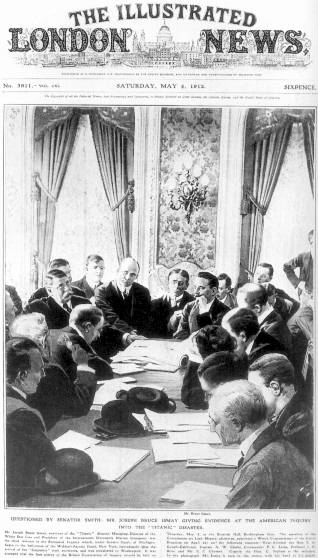
Dibuix representant Ismay (qui s'acarona el bigoti) durant el seu testimoniatge davant de la comissió senatorial

El 1907 Ismay va conèixer Lord Pirrie, de la companyia drassanera Harland & Wolff, de Belfast. Plegasts varen planejar construir un vaixell de vapor que superés els vaixells RMS Lusitania i RMS Mauretania, les recents creacions dels competidors de la White Star Line, la Cunard Line. El vaixell d'Ismay no només havia de ser més ràpid sinó que a més tenir una tercera classe per a viatjar, però que també fos luxós, és a dir, un vaixell mai vist en la història dels transatlàntics a vapor fins llavors. Això s'entén per atraure els rics i la pròspera classe mitjana. Tres vaixells foren planejats i construïts. El segon d'aquests vaixells hauria de ser l'orgull i la felicitat de la White Star Line, el RMS Titanic, el qual feu el seu viatge inaugural el 10 d'abril del 1912 des de Southampton, Anglaterra, vers Nova York, Estats Units, tot i que mai arribà a la seva destinació. El primer i tercer vaixell pensats eren el RMS Olympic i el HMHS Britannic, originalment anomenat Gigantic.
Ismay, clàssicament, acompanyava els seus vaixells en els viatges inaugurals, i el Titanic no en fou cap excepció. Quan el vaixell topà contra l'iceberg i començà a enfonsar-se la nit del 14 d'abril del 1912 ell fou rescatat pel bot salvavides desplegable C. Informes diuen que en els últims moments del vaixell Ismay no fou capaç de mirar l'enfonsament, oposant-se a creure que la seva creació empresarial fossi a enfonsar-se enmig de l'Atlàntic Nord. Ismay fou rescatat del bod salvavides pel vaixell de la Cunard Line, el RMS Carpathia i arribà a Nova York el 18 d'abril. Posteriorment, Ismay testificà en les investigacions de l'enfonsament del Titanic, primer al Senat dels Estats Units (presidit per William Alden Smith) i després al Board of Trade britànic (presidit per Lord Mersey).
Després d'esser rescatat pel Carpathia, Ismay fou portat al sector mèdic del navili, on va romandre-hi tot el temps, sense menjar res de sòlid i on va tenir la visita d'una sola persona.
Després de la catàstrofe, Ismay fou salvatgement criticat per la premsa estatunidenca i britànica per abandonar el vaixell quan encara quedaven moltes dones i nens en ell. Alguns periòdics arribaren a anomenar-lo "J. Brute Ismay" (que significa "J. Brut Ismay") i suggeriren que la bandera de la White Star Line havia de ser canviada per una amb un fege groc. També es feren caricatures d'ell en cartró, mostrant-lo-hi abandonant el vaixell. La societat de Londres l'acusà i l'etiquetà com un dels majors covards de la història. La major part de les crítiques de la premsa provenien de periòdics dels quals era amo William Randolph Hearst, del qual se'n diu que tenia una venjança personal amb Ismay. El 1913 Ismay va dimitir de la presidència de la Marina Mercant Internacional i fou reemplaçat per Harold Sanderson.
Després de la tragèdia del Titanic, Ismay continuà actiu en els assumptes marítims. Ell inaugurà un vaixell cadet utilitzat per capacitar els oficials de la marina mercant de Gran Bretanya. També donà 11.000 lliures per a la fundació d'una organització per a la gent perduda en el mar i el 1919 en donà 25.000 per a crear un fons i reconèixer la contribució dels marins mercants en la Primera Guerra Mundial.

### Anys següents
Resident de Wirral, al riu Mersey de Liverpool, J. Bruce Ismay va morir a Mayfair, Londres, el 15 d'octubre del 1937 d'una trombosi cerebral als setanta-quatre anys. El seu funeral va tenir lloc el 21 d'octubre i fou enterrat en el cementiri de Putney Vale, a Londres.

## Controvèrsies
Hi ha molta controvèrsia encara avui sobre l'actuació d'Ismay en el Titanic.
Alguns passatgers van dir que escoltaren durant el viatge Ismay pressionant el capità Edward John Smith perquè accelerés la velocitat del vaixell, amb el fi d'arribar a Nova York abans del que era previst, i així generar crítiques favorables de la premsa, generant publicitat per a la companyia. Un passatger també digué haver vist Ismay en el sopar amb una alerta d'iceberg en la mà, però que només la mirà una mica per guardar-la en la butxaca ràpidament. Tanmateix, aquestes declaracions no foren recolzades mai pels oficials sobrevivents de la tragèdia i llargament s'ha dubtat de la fiabilitat de les fonts.
Durant l'enfonsament Ismay ajudà en la preparació i en la descàrrega dels bots salvavides. En un moment Ismay, qui estava amb un altre passatger de primera classe (William Carter), va veure que no hi havia dones ni nens en les proximitats de la coberta, per això foren convidats a ocupar un lloc en el bot salvavides desplegable C. ocupant el lloc d'un oficial. Aquest incident, d'acord amb Ismay, l'atormentà la resta de la seva vida, ja que encara hi havia moltes dones i nens al vaixell. El seu servent personal, Richard Fry, i el seu secretari, William H. Harrison, van romandre al vaixell i hi moriren.